# Фінтель
Фінтель (нім. Fintel) — громада в Німеччині, розташована в землі Нижня Саксонія. Входить до складу району Ротенбург-на-Вюмме. Центр об'єднання громад Фінтель.
Площа — 36,08 км2. Населення становить 2855 ос. (станом на 31 грудня 2021).